# Ендінген-ам-Кайзерштуль
Ендінген (нім. Endingen) — місто в Німеччині, знаходиться в землі Баден-Вюртемберг. Підпорядковується адміністративному округу Фрайбург. Входить до складу району Еммендінген.
Площа — 26,72 км2. Населення становить 10 227 ос. (станом на 31 грудня 2020).

## Географія

### Сусідні міста та громади
Ендінген межує з 6 містами / громадами:
- Форхгайм
- Рігель
- Балінген
- Фогтсбург
- Засбах
- Виль

## Галерея

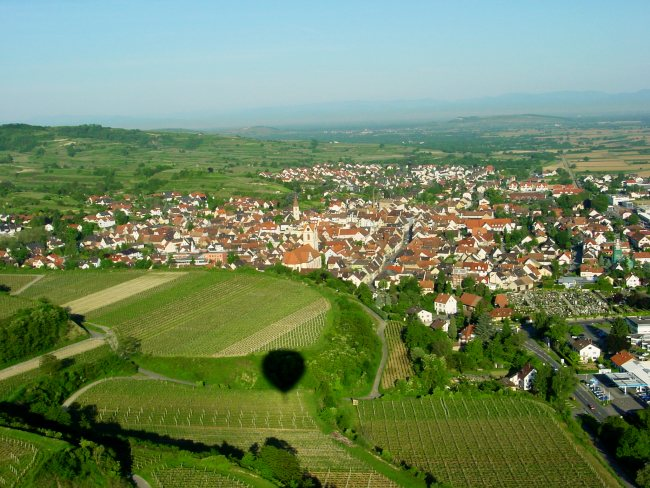
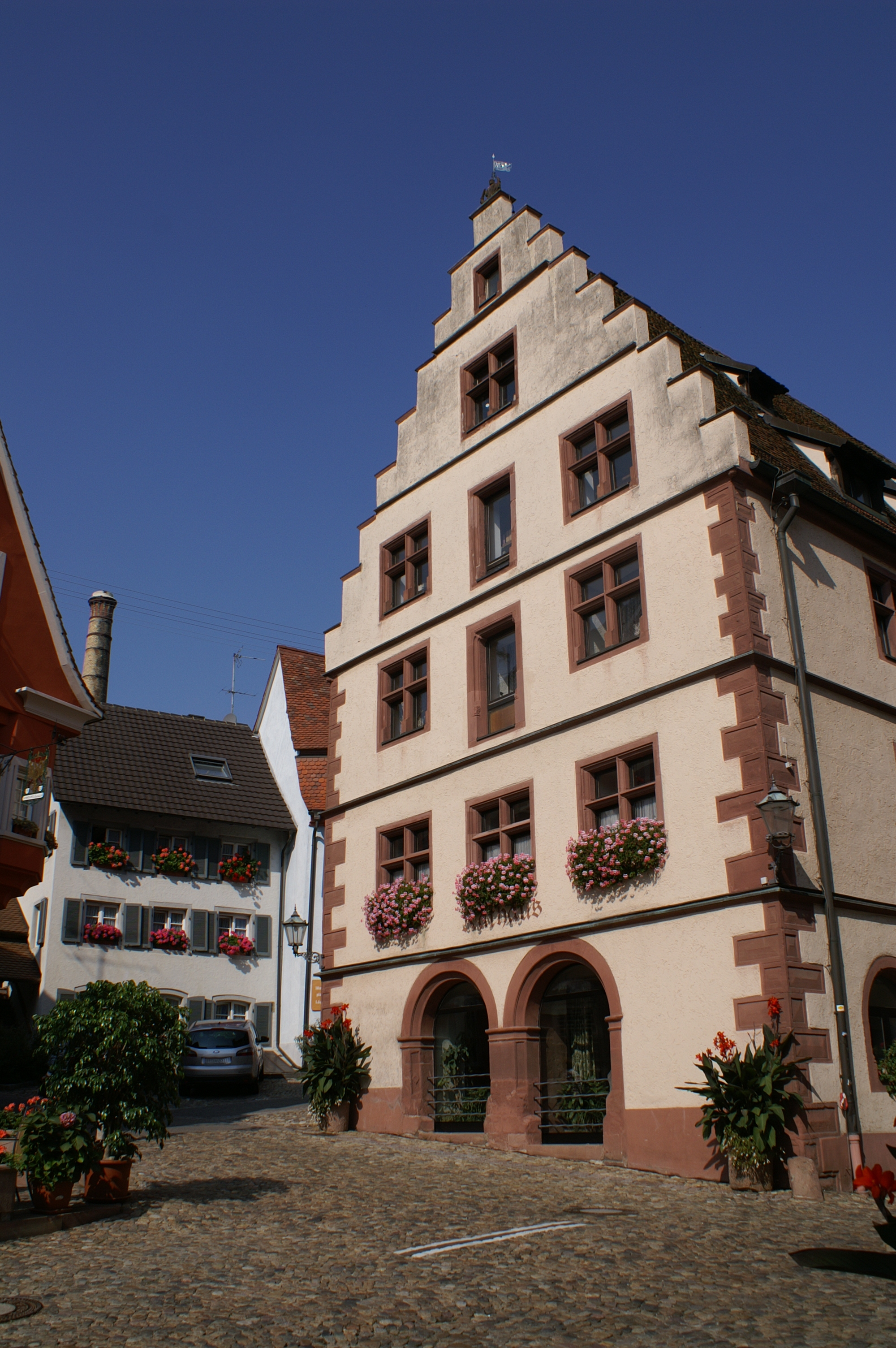
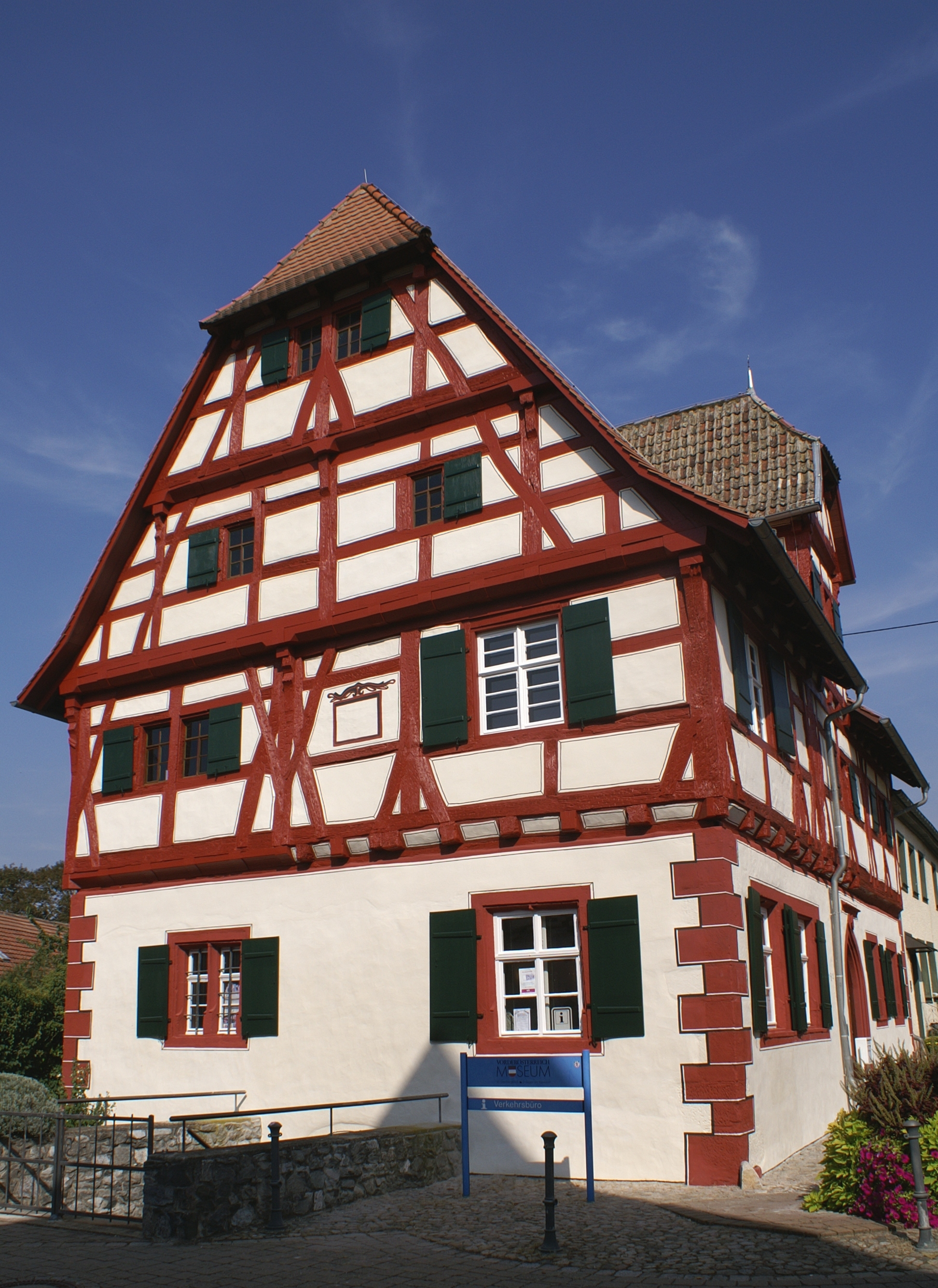
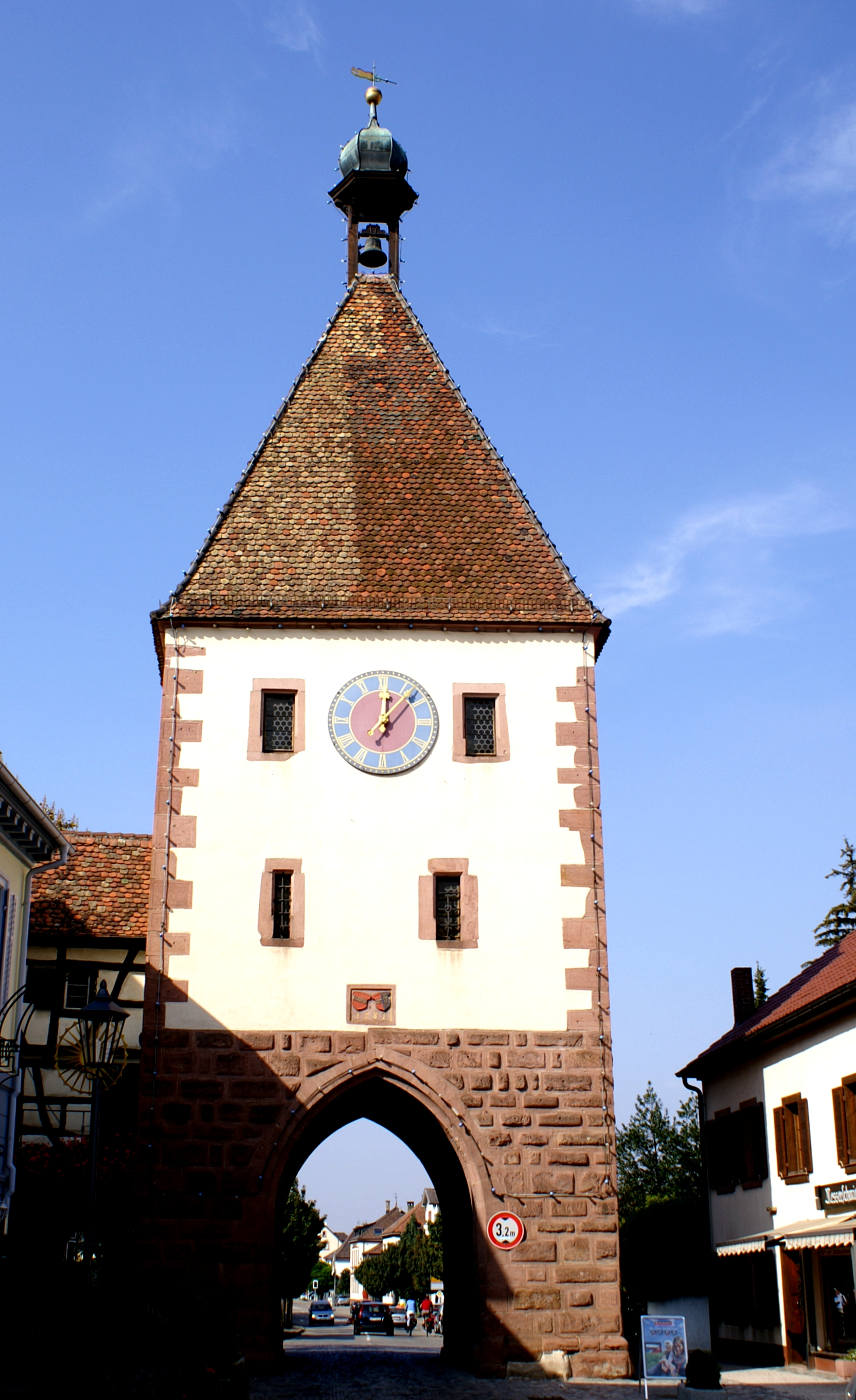
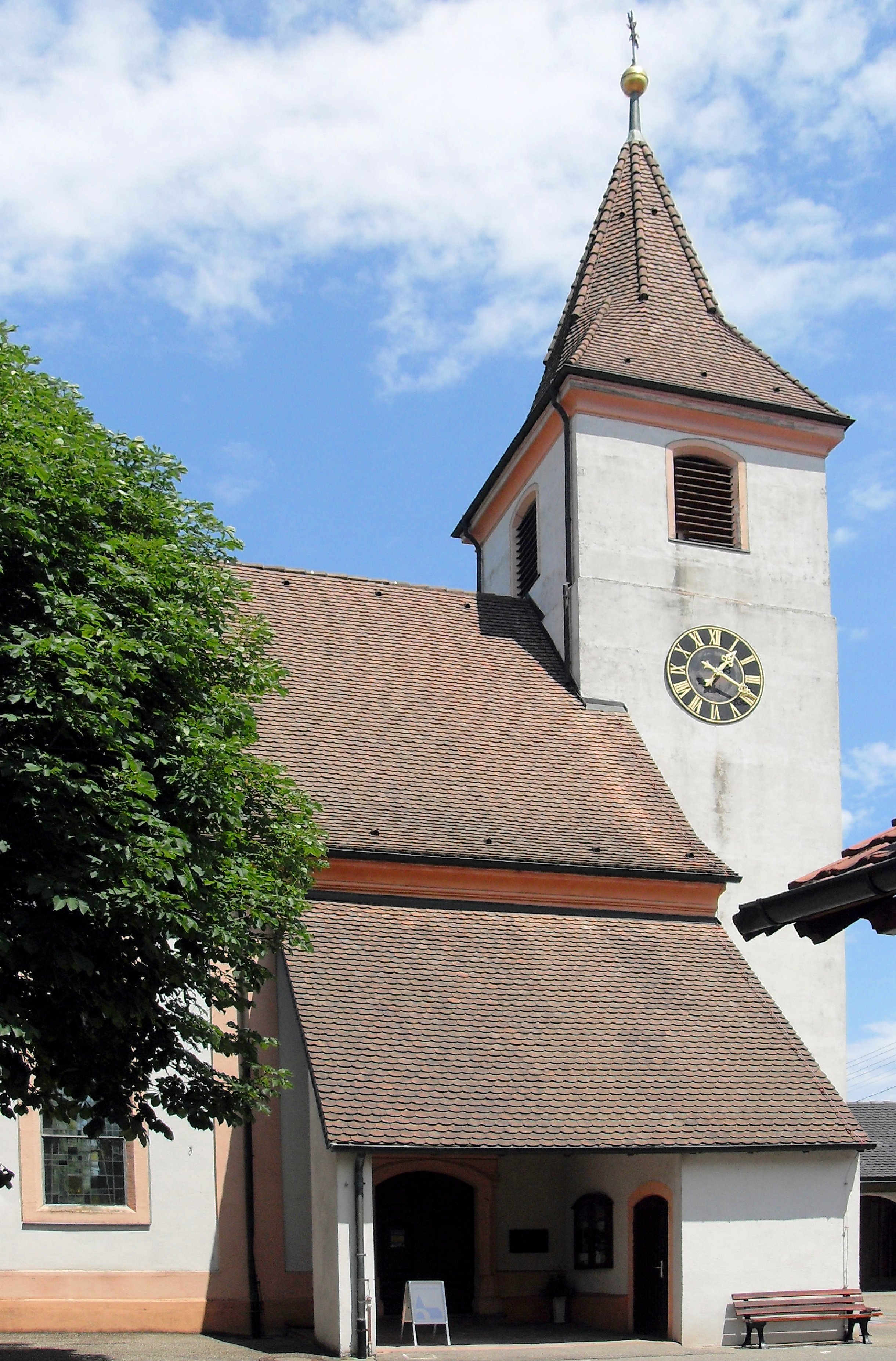
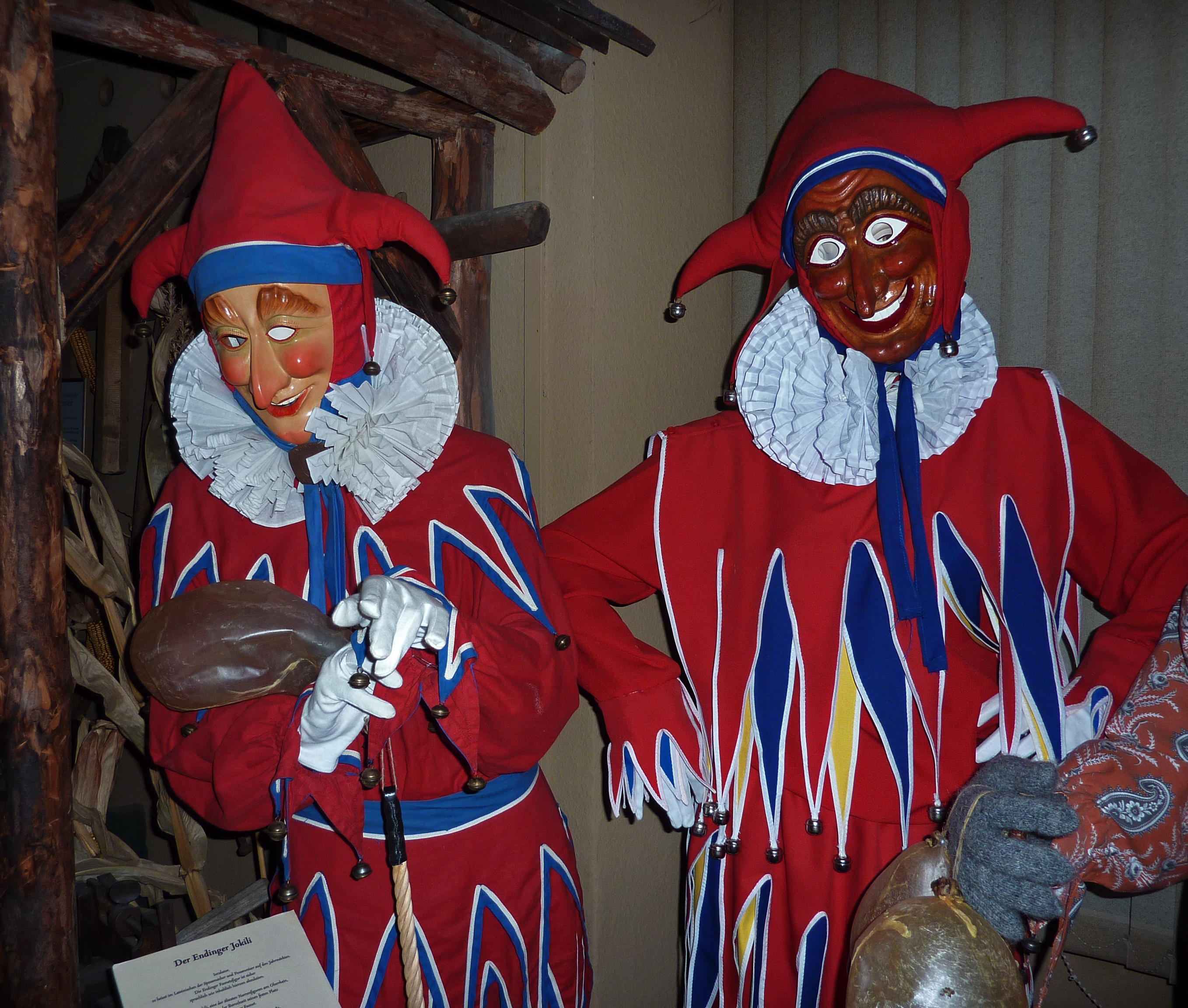

## Відомі люди
- Лорант Дьюла — угорський футболіст, тренер, був похований тут.